# Diceratobasis
Diceratobasis är ett släkte av trollsländor. Diceratobasis ingår i familjen dammflicksländor.
Kladogram enligt Catalogue of Life:
| Diceratobasis | \| \| Diceratobasis macrogaster \| \| \| \| \| \| Diceratobasis melanogaster \| \| \| \| |
|               | \| \| Diceratobasis macrogaster \| \| \| \| \| \| Diceratobasis melanogaster \| \| \| \| |
|               | Diceratobasis macrogaster                                                                |
|               |                                                                                          |
|               | Diceratobasis melanogaster                                                               |
|               |                                                                                          |